# Ерл Барретт
Ерл Барретт (англ. Earl Barrett; нар. 28 квітня 1967, Рочдейл) — англійський футболіст, що грав на позиції захисника.
Виступав, зокрема, за клуби «Манчестер Сіті» та «Евертон», а також національну збірну Англії.
Володар Кубка англійської ліги. 

## Клубна кар'єра
У дорослому футболі дебютував 1985 року виступами за команду клубу «Манчестер Сіті», в якій провів два сезони, взявши участь лише у 3 матчах чемпіонату. Частину 1986 року провів в оренді у «Честер Сіті».
Наступним клубом Барретта став «Олдем Атлетик», до складу якого він приєднався 1987 року. Відіграв за клуб з Олдема наступні п'ять сезонів своєї ігрової кар'єри. Більшість часу, проведеного у складі «Олдем Атлетік», був основним гравцем захисту команди.
1992 року уклав контракт з клубом «Астон Вілла», у складі якого провів наступні три роки своєї кар'єри гравця.  Граючи у складі «Астон Вілли» також здебільшого виходив на поле в основному складі команди. Виборов з нею Кубок англійської ліги.
З 1995 року три сезони захищав кольори «Евертона». Тренерським штабом нового клубу також розглядався як гравець «основи».
Завершив професійну ігрову кар'єру у клубі «Шеффілд Юнайтед». Прийшов до команди 1998 року, спочатку на умовах оренди, а згодом уклавши повноцінний контракт. Захищав її кольори до припинення виступів на професійному рівні у 2000.

## Виступи за збірну
1991 року дебютував в офіційних матчах у складі національної збірної Англії. Протягом кар'єри у національній команді, яка тривала усього 3 роки, провів у формі головної команди країни лише 3 матчі.

## Титули і досягнення
- Володар Кубка Футбольної ліги (1):

«Астон Вілла»:  1993-94
- Володар Суперкубка Англії з футболу (1):

«Евертон»: 1995